# Улица Во Нгуен Зяпа
Улица Во Нгуен Зяпа (вьет. Đường Võ Nguyên Giáp) — улица в Дананге (Вьетнам), проходящая вдоль побережья моря в восточной части города. Здесь расположено множество дорогих отелей и центров притяжения для туристов. Из-за больших объёмов инвестиций её иногда называют «улицей на миллиард долларов».

## История
Улица построена в 2010 году как часть 27-километровой прибрежной дороги, соединяющей полуостров Шонча и город Хойан (позже дорога была продолжена до города Тамки). Своё название улица получила в 2013 году в честь вьетнамского военачальника XX века, генерала Во Нгуен Зяпа. Альтернативно, это имя предлагалось дать участку национального шоссе 1А на западе Дананга, но была выбрана прибрежная улица, как наиболее впечатляющая и находящаяся на виду у туристов; кроме того, генерал выбрал для своего упокоения место у моря. Участки дороги севернее и южнее называются улицами Хоангша и Чыонгша, что символично, поскольку сохранению спорных островов Хоангша (Парасельских) и Чыонгша (Спратли) Во Нгуен Зяп посвятил значительную часть своей жизни.

## Расположение
Улица начинается на перекрёстке с улицами Нгуен Хюи Тьыонг[уточнить] (Nguyễn Huy Chương) и Хоангша (квартал Тхокуанг, район Шонча), проходит через 22 перекрестка и заканчивается на перекрёстке с улицами Минь-Манга (Нгуен Тхань-то) и Чыонгша (квартал Кхюэми, район Нгуханьшон). Длина её составляет 8090 метров. Дорога, частью которой является улица Во Нгуен Зяпа, позволяет быстрее добраться из Тамки до Дананга; этот путь на 9 километров короче, чем по национальному шоссе А1.
Из-за одновременного роста транспортного потока и популярности пляжного туризма улица является препятствием и создаёт некоторую опасность для туристов, идущих от отеля к морю и обратно.

## Туризм
Одна из самых красивых или самая красивая дорога Дананга, улица Во Нгуен Зяпа своим появлением дала мощный импульс развитию туризма в Дананге. Вьетнамскими и зарубежными компаниями здесь построено множество дорогих курортов, жилые комплексы верхних ценовых категорий, а также туристическая инфраструктура. Улица проходит вдоль пляжа Микхе, одного из лучших пляжей мира по версии Forbes; часть её находится в туристическом районе Миан.